# 珀勒阿德 (阿拉巴马州)
珀勒阿德（英文：Pollard），是美国阿拉巴马州下属的一座城市。面积约为1.11平方英里（约合2.88平方公里）。根据2010年美国人口普查，该市有人口137人，人口密度为123.2/平方英里（约合47.57/平方公里）。